# 안정은의 달콤한 네시
안정은의 달콤한 네시는 CJB Joy FM에서 아나운서 안정은이 진행하는 음악 프로그램이다.
| CJB JOY FM          |                      |                   |
| 이전                | 안정은의 달콤한 네시 | 다음              |
| 두시탈출 컬투쇼     | 안정은의 달콤한 네시 | 박용관의 라디오쇼 |
| 오후 2시 ~ 오후 4시 | 오후 4시 ~ 저녁 6시  | 저녁 6시 ~ 밤 8시 |
|                     |                      |                   |